# 嘉美心酒造
嘉美心酒造（かみこころしゅぞう）は、岡山県の、日本酒を中心とした酒類を生産している酒造会社である。

## 概要
嘉美心酒造は初代・藤井長十郎により創業された。
二代目松三郎は酒造りに情熱を傾け、また信仰心に厚く酒の神様である京都の松尾神社から寄島町内の大浦神社に分社を招致した。
酒銘『嘉美心』は、彼の「身も心も清らかにして御酒を醸したい」との願いから「神心」（かみこころ）と同じ音を持つ言葉を選んだものと伝えられている。
以来、嘉美心酒造は戦後に急速に普及した「三倍増醸法」による甘口酒（いわゆる「三増酒」）の路線とは一線を画し、「米旨口」を追求する信念を曲げることはない。その「品質を売る蔵」としての一貫した姿勢は現在も脈々と受け継がれている。
嘉美心酒造には、昭和45年に建てられた「秘宝閣」と、平成5年に完成した「渚の蔵」の二つの蔵がある。
「秘宝閣」は、冬は酒の仕込み蔵として、夏は全館冷房の貯蔵蔵として機能しており、また「渚の蔵」では主に酒の原料処理（洗米・蒸し・放冷・製麹）が行われている。
嘉美心の時代を先取りした徹底した温度管理は、昭和45年の導入当時、画期的ながらも時に同業者からの嘲笑を呼んだようだす。
しかし、温暖な瀬戸内の気候では、真冬は摂氏4度の蔵内で「寒造り」を行い、真夏でも15度を越えることなく貯蔵管理することは重要な意味を持つ。
こうして出荷されるまでの間、酒は生き生きと優雅に眠り続ける。これが、嘉美心の酒が安定した品質を維持している秘密かもしれない。
嘉美心酒造のある浅口市寄島町は岡山県の南西部に位置する。
町の一部は瀬戸内海国立公園内にあり景観もよく瀬戸大橋を眺められる。町の南は瀬戸内海に面し古くから漁業の町として栄えてきた。
代表的な魚種としてワタリガニ、シャコなど。養殖ではカキやモガイが有名。農産物ではミカン、桃。
全国的にはストローと麦わら帽子が有名。清酒関連では江戸時代より杜氏集団として知られる「備中杜氏」発生の地として数多くの杜氏や蔵人を輩出してきた。地元大浦神社には京都のお酒造りの神様として知られる松尾神社より分祀されている。

## 代表銘柄
- 嘉美心　名宝
- 嘉美心　佳宝
- 嘉美心　特別本醸造　秘宝
- 嘉美心　純米大吟醸
- 嘉美心　備中流大吟醸
- 嘉美心　雄町純米吟醸
- 嘉美心　冬の月
- スパークリング純米酒　しゅわしゅわ
- ヨーグルトリキュール　とろりんグルト
- 桃リキュール　ももふわ

## 嘉美心酒造が醸す別ブランド商品「神心」
大正２年の創業当時、藤井本店の銘柄名は創業者・藤井長十郎が名づけた「長久正宗」。
現在の銘柄名“嘉美心”は信仰心に厚かった二代目の松三郎の時代。
松三郎は酒の神様と称される京都・松尾大社の分社を寄島町内の大浦神社に誘致し造営した。
そして「身も心も清めて酒を醸したい」との想いを込めて当初は「神心」との命名を考えたがしたが、
「神」という字をそのまま用いると「ばちが当たる・畏れ多い」という想いにより現在の
「美しい心を喜ぶ＝嘉美心」と名付けたと言われている。
嘉美心酒造は2014年に皆様のお力添えにより、おかげさまを持ちまして創業100周年を迎えた。
本シリーズは、新たな100年の歴史の創造に向けて、蔵元が今こそ
「今まで畏れ多くて使えないと思っていた“神”“心”を使う時」という気構えで醸した御酒。
なお、“神”の字は一般には見慣れない書体だが、
「しめすへん」は「高坏(たかつき)…お雛様のあられや菱餅などをお供えする脚が1本の入れ物」から来ており、
“大切なものを神様にお供えする”の意を含んでいる。
「蔵元が(この御酒に掛ける)心意気を示して申し上げる酒　＝神心　＝嘉美心」
●主な神心ブランド商品
神心　純米吟醸　瓶囲い
神心　純米吟醸　無濾過生酒
神心　純米吟醸　熟成原酒